# 유럽의 자매 도시 목록
다음은 유럽의 자매 도시 목록이다.

## 벨기에
- 통에런

로마 (이탈리아)

## 불가리아
- 플로프디프

로마 (이탈리아)

## 스위스
- 제네바

파리 (프랑스, 2002년)

## 스페인
- 마드리드

로마 (이탈리아)
- 파리 (프랑스, 2000년)

- 마르벨라

로마 (이탈리아)

## 알바니아
- 티라나

로마 (이탈리아)

## 영국
- 런던

베를린 (독일, 2000년)
파리 (프랑스, 2001년)
로마 (이탈리아)
모스크바 (러시아)

## 우크라이나
- 키예프

로마 (이탈리아)

## 이탈리아
- 로마

파리 (프랑스)
알제 (알제리)
베이징 (중화인민공화국)
베오그라드 (세르비아)
브라질리아 (브라질)
카이로 (이집트)
키예프 (우크라이나)
크라쿠프 (폴란드)
런던 (영국)
물탄 (파키스탄)
뉴델리 (인도)
뭄바이 (인도)
마드리드 (스페인)
마르벨라 (스페인)
몬트리올 (캐나다)
플로프디프 (불가리아)
서울 (대한민국, 2000년)
시드니 (오스트레일리아)
티라나 (알바니아)
도쿄 (일본)
통에런 (벨기에)
튀니스 (튀니지)
워싱턴 D.C. (미국)

## 체코
- 프라하

파리 (프랑스, 1997년)

## 포르투갈
- 리스본

파리 (프랑스, 1998년)

## 폴란드
- 바르샤바

서울 (대한민국, 1996년)
- 크라쿠프

로마 (이탈리아)

## 같이 보기
- 자매 도시 목록

아프리카의 자매 도시 목록
아시아의 자매 도시 목록
유럽의 자매 도시 목록
북아메리카의 자매 도시 목록
오세아니아의 자매 도시 목록
남아메리카의 자매 도시 목록